# Lomas Lindas
Lomas Lindas är en ort i Mexiko.   Den ligger i kommunen Tetela del Volcán och delstaten Morelos, i den sydöstra delen av landet, 70 km sydost om huvudstaden Mexico City. Lomas Lindas ligger 2 163 meter över havet och antalet invånare är 183.
Terrängen runt Lomas Lindas är bergig. Runt Lomas Lindas är det ganska tätbefolkat, med 80 invånare per kvadratkilometer. Närmaste större samhälle är Ozumba de Alzate, 18,7 km norr om Lomas Lindas. I omgivningarna runt Lomas Lindas växer huvudsakligen savannskog.